# Carol of the Bells
Carol of the Bells é uma popular canção de Natal que se originou na Ucrânia, composta pelo compositor Mykola Dmytrovych Leontovych. O texto original, em ucraniano, conta a história de uma andorinha voando em um lar para proclamar um ano abundante e generoso que a família terá.
Essa música foi cantada, em inglês, pelo grupo chamado Celtic Woman, no show delas de Natal e faz parte do álbum Libera - Christmas Album do coral inglês de garotos Libera lançado em novembro de 2011.
Por alguma razão essa música era proibida no YouTube brasileiro, devido ao fato de que em determinado momento, a disponibilidade de algumas gravações e interpretações de "Carol of the Bells" no YouTube brasileiro foi limitada. Essa restrição geralmente se devia a questões de direitos autorais e à ausência de acordos de licenciamento adequados entre os detentores dos direitos (gravadoras, artistas, editoras) e a plataforma para o território do Brasil.